# 卡拉佩萊河
卡拉佩萊河（Carapelle）是意大利的河流，位於該國南部，河道全長98公里，流域面積950平方公里，平均流量每秒2.1立方米，發源自安扎諾迪普利亞，最終在扎波內塔西北面注入亞得里亞海。